# Hypericum ekmanii
Hypericum ekmanii är en johannesörtsväxtart som beskrevs av Brother Alain. Hypericum ekmanii ingår i släktet johannesörter, och familjen johannesörtsväxter. Inga underarter finns listade i Catalogue of Life.